# مت بوشل
مت بوشل (به انگلیسی: Matt Bushell) (زاده ۸ ژانویهٔ ۱۹۷۴) بازیگرآمریکایی است.
از فیلم‌های معروف او می‌توان به بازی در فیلم کلاه چرمی‌ها اشاره کرد.